# Tuberculotae
Tuberculotae Raven, 1985 è un infraordine di ragni appartenente al sottordine Mygalomorphae.

## Caratteristiche
Nel 1985 l'aracnologo Raven suddivise il sottordine Mygalomorphae in due infraordini: Tuberculotae e Fornicephalae, distribuendovi le famiglie in base a considerazioni plesiomorfiche e sinapomorfiche .
Successivi approfondimenti (Coddington & Levi del 1991 e Goloboff del 1993) hanno consolidato ed ampliato questa suddivisione.

## Tassonomia
Attualmente, a giugno 2012, la maggior parte degli aracnologi è concorde sull'appartenenza a questo infraordine di otto famiglie:
- Barychelidae Simon, 1889
- Dipluridae Simon, 1889
- Hexathelidae Simon, 1892
- Mecicobothriidae Holmberg, 1882
- Microstigmatidae Roewer, 1942
- Nemesiidae Simon, 1892
- Paratropididae Simon, 1889
- Theraphosidae Thorell, 1870